# Problème synoptique

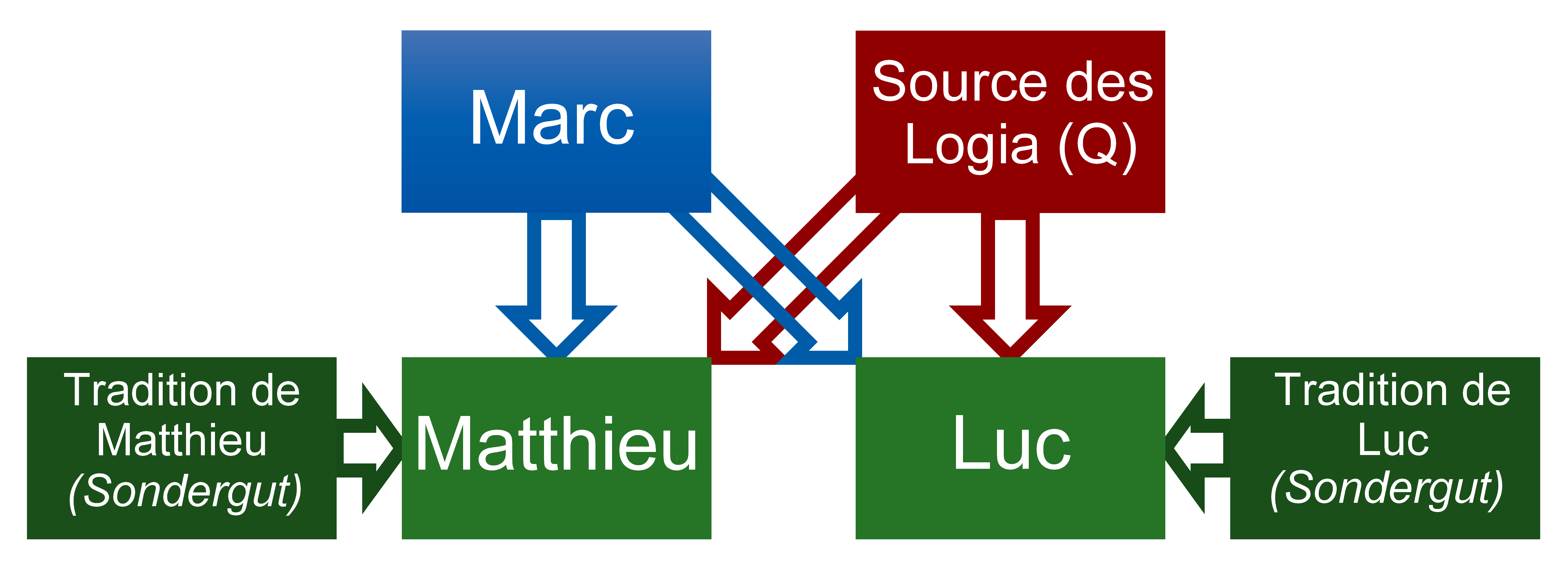
Les deux sources de Matthieu et de Luc : l'Évangile selon Marc et la Source Q, auxquels s'ajoutent leurs contenus spécifiques (Sondergut).

Le problème synoptique est l'ensemble des relations ambivalentes qu'entretiennent les trois Évangiles synoptiques : Matthieu (Mt), Marc (Mc) et Luc (Lc). Devant les nombreuses similitudes et divergences de ces trois textes, il s'agit de déterminer l'ordre chronologique de leur rédaction et les traditions sur lesquelles ils se sont appuyés.
Avec les quêtes du Jésus historique, le problème synoptique est l'un de ceux qui séduisent le plus les exégètes. Dès les premiers siècles du christianisme, la question des différences entre ces trois textes retient l'attention. Pour Augustin d'Hippone, elles s'expliquent par l'ordre d'écriture. Ce n'est que plus tard, en particulier depuis Griesbach au XVIIIe siècle, que la question des similitudes, et non plus seulement des divergences, est soulevée.
L'exégèse néotestamentaire a franchi une étape décisive avec la théorie des deux sources formulée en 1838 par Christian Hermann Weisse, et qui a pour corollaire l'hypothèse de la Source Q.

## Les éléments du problème
Les théories prétendant résoudre le problème synoptique doivent être capables d'expliquer comment les trois évangiles synoptiques ont été rédigés. En particulier ils doivent expliquer :
- la triple tradition, c'est-à-dire les passages identiques, ou quasiment identiques, entre les trois textes ;
- la double tradition, c'est-à-dire les passages communs à Mt et à Lc, mais inexistants dans Mc ;
- les sémitismes du texte de Mc ;
- les convergences mineures, c'est-à-dire des propositions identiques n'existant que dans Mt et Lc, dans les passages appartenant à la triple tradition ;
- l'ordonnancement identique des récits entre les différents évangiles.

Stephen C. Carlson a calculé qu'il existe mathématiquement 1 488 théories possibles, viables et utilisant les trois évangiles synoptiques et, au plus, deux sources hypothétiques (6 solutions sans source hypothétique, 91 solutions avec 1 seule source hypothétique et 1391 solutions avec 2 sources hypothétiques).

### La triple tradition
La triple tradition peut être expliquée par l'antériorité de l'un des évangiles, utilisé par les deux autres.

### La double tradition
La double tradition peut être expliquée par l'utilisation de deux évangiles comme source du troisième texte.

## Les modèles de dérivation d'un modèle commun

### Hypothèse d'un évangile primitif
Cette hypothèse, émise initialement au XVIIIe siècle par G. E. Lessing, postule que les trois évangiles ont été écrits par abréviation d'une traduction grecque d'un proto-évangile en hébreu, la « source Q ». Ce proto-évangile, également appelé Ur-Gospel et abrégé parfois UrG serait l'un des textes parfois évoqué par les auteurs antiques, l’évangile des Hébreux ou l'évangile des Nazaréens qui aurait raconté l'histoire complète du Christ. Cette idée vient d'Origène rapportant les propos de Papias. Ce modèle permet d'expliquer les similitudes majeures et l'ordre des histoires mais elle peine à rendre compte, selon ses détracteurs, des sémitismes de Marc corrigés de manière identique dans Matthieu et Luc, ou alors introduits par Marc. Elle ne permet pas non plus de comprendre pourquoi certains passages auraient été coupés. Par ailleurs, ce proto-évangile n'est qu'une conjecture puisque aucun texte ou fragment de texte n'a jamais été retrouvé qui permettrait d'appuyer cette idée.
Une variante de cette théorie explique les abréviations de Marc en supposant que ce dernier ne disposait pas du proto-évangile intégral mais d'une version abrégée.

### Hypothèse des fragments
Plutôt que d'imaginer un seul texte, certains auteurs, à l'instar de Friedrich Schleiermacher, postulent qu'il a existé un grand nombre de documents brefs développant l'un un miracle, l'autre une parabole... Selon cette hypothèse, dite « théorie des fragments », chacun des évangélistes aurait pioché dans cette masse pour construire son texte. Cependant, cela ne permet pas d'expliquer comment des séries semblables se retrouvent dans les trois textes.

### Hypothèse de la tradition orale
J.C.L. Gieseler (1792-1854) et J.G. Herder ont insisté sur le rôle de la mémoire et de la transmission orale qui permet la souplesse dans les compositions. Au vingtième siècle, Jérémias, Black et Gaechter ont continué de montrer combien la transmission orale était importante dans le processus de composition des Évangiles. Cependant ces thèses restent marginales dans la critique exégétique car l'appel à une « tradition orale » floue et peu connue ne permet pas d'appliquer au premier abord des théories scientifiquement attestées.
Le père jésuite Marcel Jousse, professeur d'anthropologie à l'École des hautes études et à la Sorbonne, revalorise la solidité de ces thèses car si en Occident, la « tradition orale » est vite éliminée comme peu fiable, il montre comment fonctionnent les traditions orales d'un point de vue anthropologique et prouve la fiabilité des traditions orales et décrit leur mode de fonctionnement avec l'écrit. Dans sa thèse « Anthropologie du geste » Il retrouve dans les Évangiles des traces incontestables d'oralité (textes rythmés, balancés, structuration des textes de manière pédagogique, procédés mnémotechniques…). Ce travail est lié à son intérêt pour l'ethnologie du peuple palestinien du premier siècle.
Après la Seconde Guerre mondiale, ce genre de recherche a été poursuivi par des chercheurs tels que le cardinal Eugène Tisserant, Jean Daniélou ou encore Birger Gerhardsson. Aujourd'hui, les travaux de Pierre Perrier (chercheur à l'académie des Sciences et Technologies française) cherchent à reconstituer l'enseignement oral primitif des apôtres (ce qu'il appelle des « colliers évangéliques », où chaque « unité de texte » est considéré comme une « perle »).
Les partisans de la transmission orale rejettent donc une hypothétique dépendance unique d'un Évangile original supposé. L'intérêt de cette thèse d'un point de vue linguistique est le renouveau qui en découle pour l'étude de l'araméen (langue dans laquelle prêchait Jésus) et envers les anciens manuscrits syriaques (Peshitta).

## Les modèles généalogiques

### Le modèle de l'utilisation
Selon le principe de ce modèle, l'un des synoptiques est écrit en premier, le deuxième l'utilise comme source et le troisième réutilise les deux précédents.
Avec trois évangiles, il y a six hypothèses : toutes ont été défendues. Néanmoins celles d'Augustin, de Griesbach, en partie pour des raisons historiques, ainsi que celle de Farrer, conçue en réaction à la prédominance de la théorie des deux sources, ont eu plus de succès que les trois autres.

#### L'hypothèse d'Augustin
Les évangiles sont classés dans les éditions du Nouveau Testament selon l'ordre de rédaction réaffirmé par Augustin dans De consensu evangelistarum (c. 400) [la] (« De l'accord des évangiles »), c’est-à-dire Matthieu, Marc, Luc chacun dépendant du précédent.

#### L'hypothèse de Griesbach
Griesbach modifie l'hypothèse d'Augustin : Matthieu est le premier évangile dont Luc s'est inspiré tandis que Marc utilise Luc et Matthieu. Cette hypothèse, conçue en 1764 et formulée en 1783, a été reprise par de nombreux exégètes jusqu'à William Reuben Farmer (1964), qui la rebaptise hypothèse des deux évangiles (en). Des variantes plus récentes donnent l'antériorité à Luc.

#### L'hypothèse de Farrer
Elle fut conçue en 1934 et formulée par Austin Farrer en 1955. Ses principaux représentants sont Michael Goulder et Mark Goodacre  Dans l'hypothèse de Farrer, Marc est le plus ancien évangile, Matthieu s'en inspire et Luc utilise Marc et Matthieu

#### L'hypothèse de Wilke
Cette variante de l'hypothèse de Farrer est développée par Christian Gottlieb Wilke (1838), et soutenue par Bruno Bauer (1841). Elle postule l'antériorité de Marc ; le matériel de la double tradition résulte d'une copie de Matthieu sur Luc.
De nos jours, elle est soutenue par Ronald V. Huggins (1992).

#### L'hypothèse de Büsching
Anton Büsching (1766) soutient une variante de l'hypothèse de Griesbach selon laquelle, Marc compile les textes de Matthieu et Luc, avec une antériorité de Luc.

#### L'hypothèse de Lockton
Elle est soutenue par W. Lockton (1922). Comme l'hypothèse de Busching, elle attribue l'antériorité à Luc mais Matthieu s'inspire de Luc et de Marc.

### La théorie des deux sources
Marc est la source de Matthieu et de Luc, qui utilisent en outre une source annexe. Cette théorie des deux sources fut conçue en 1838 par Christian Hermann Weisse. Elle suppose l'antériorité de Marc et l'existence d'une Source Q dont on peut identifier le corpus, inclus en Matthieu et Luc, mais on n'a pas encore retrouvé une telle source jusqu'à ce jour. Selon ce modèle, les rédacteurs de Matthieu et de Luc ont eu accès à des éléments propres (le Sondergut, littéralement « bien propre ») qui se présentaient sous la forme souple d’une tradition orale araméenne. Les chercheurs débattent encore sur la partie du matériel du Sondergut matthéen et lucanien qui provient en fait de la Source Q.
La théorie des deux sources est défendue par John S. Kloppenborg et Raymond Edward Brown, parmi d'autres chercheurs, et tend à être admise par le consensus des spécialistes.

### Tableau des principales théories
Presque toutes les possibilités ont été explorées pour proposer une solution au problème synoptique. Les théories les plus notables incluent :
| Antériorité             | Théorie                                                 | Diagramme | Notes |
| ----------------------- | ------------------------------------------------------- | --------- | --- |
| Antériorité de Marc     | Théorie des deux sources (Marc–Q)                       |           | Théorie la plus communément acceptée. Matthieu et Luc ont utilisé de façon indépendante l'évangile selon Marc et la Source Q, un document en grec contenant principalement des paroles. |
| Antériorité de Marc     | Hypothèse de Farrer (Marc–Matthieu)                     |           | Marc écrit le premier, Matthieu utilise Marc, et Luc utilise Marc et Matthieu. |
| Antériorité de Marc     | Théorie des trois sources (Marc–Q-Matthieu)             |           | Hybridation de la théorie des deux sources et de celle de Farrer. Source Q éventuellement limitée à des paroles, éventuellement en araméen, et éventuellement aussi une des sources de Marc. |
| Antériorité de Marc     | Hypothèse de Wilke (Marc–Luc)                           |           | Double tradition expliquée entièrement par l'usage de Luc par Matthieu. |
| Antériorité de Marc     | Hypothèse des quatre sources (Marc–Q-M-L)               |           | Matthieu et Luc ont utilisé la source Q. Chacun de leur côté, Matthieu a de plus eu recours à la source M et Luc à la source L. |
| Antériorité de Matthieu | Hypothèse des deux Évangiles (Griesbach) (Matthieu–Luc) |           | Marc s'est appuyé sur le noyau commun Luc-Matthieu (postérité de Marc). |
| Antériorité de Matthieu | Hypothèse d'Augustin (Matthieu–Marc)                    |           | La théorie la plus ancienne, encore défendue par certains. La position de Marc est celle d'intermédiaire entre Matthieu et Luc, comme selon l'ordre canonique au moment où le canon du Nouveau Testament a été établi.                                                                                               |
| Antériorité de Luc      | Hypothèse de l'École biblique de Jérusalem (Luc–Q)      |           | Une anthologie (A) grecque, traduite littéralement d'un original hébreu, a été utilisée par chaque évangile. Luc dérive aussi d'un évangile précédent aujourd'hui perdu, une reconstruction (R) de la vie de Jésus réconciliant l'anthologie avec un autre récit narratif. Matthieu n'a pas utilisé Luc directement. |
| Antériorité de Marcion  | Antériorité de Marcion (Klinghardt)                     |           | Tous les évangiles ont directement puisé dans l'Évangile du canon de Marcion et ont été influencés par lui. |
| Hypothèse multisource   | Hypothèse multisource                                   |           | Chaque évangile dérive d'une combinaison particulière de différents documents hypothétiques antérieurs. |
| Hypothèse multisource   | Hypothèse du Proto-Évangile                             |           | Les évangiles dérivent chacun de façon indépendante d'un proto-évangile commun (Ur-Gospel), potentiellement soit en hébreu soit en araméen. |
| Hypothèse multisource   | Hypothèse Q+/Papias (Marc–Q-Matthieu)                   |           | Chaque document dérive de ces prédécesseurs, incluant des logia, (Q+) et Papias. |
| Hypothèse multisource   | Indépendance                                            |           | Chaque évangile est indépendant avec une composition originale fondée sur des traditions orales. |